# Eremophila scaberula
Eremophila scaberula är en flenörtsväxtart som beskrevs av Robert Desmond David Fitzgerald. Eremophila scaberula ingår i släktet Eremophila och familjen flenörtsväxter. Inga underarter finns listade i Catalogue of Life.